# Piotr Antoni Drzewiecki
Piotr Antoni Borsza Drzewiecki z Drzewca herbu Nałęcz (zm. 1765) – podkomorzy krzemieniecki w 1758 roku, podstoli wołyński w 1735 roku, stolnik chełmski w latach 1720-1725.
Jako poseł na sejm konwokacyjny 1733 roku z powiatu krzemienieckiego był członkiem konfederacji generalnej zawiązanej 27 kwietnia 1733 roku na tym sejmie.